# Gaig de San Blas
El gaig de San Blas (Cyanocorax sanblasianus) és una espècie d'ocell de la família dels còrvids (Corvidae) que habita boscos, matolls i manglars de les terres baixes de l'oest de Mèxic des de Nayarit fins a l'oest de Guerrero.